# Infantry Squad Vehicles
Infantry Squad Vehicles — лёгкий армейский внедорожник фирмы «GM Defense LLC».

## Общие сведения
Внедорожник спроектирован на платформе машины Chevrolet Colorado ZR2.
В марте 2020 года GM Defense выиграла тендер на поставку лёгких внедорожников для военных. Армия США заключила контракт на поставку автомобилей на сумму в 214,3 млн долларов США. Компания должна произвести 649 автомобилей для пехоты на базе Chevrolet Colorado. В течение 8-летнего периода производство автомобилей может быть увеличено до 2065 штук.
«Infantry Squad Vehicles» оснащается экономичным 2,8-литровым 4-цилиндровым турбодизельным двигателем Duramax мощностью более 186 л.с. и 500 Нм.
На машину установлена 6-ступенчатой автоматическая коробка передач и 2-ступенчатая раздаточная коробка. Система полного привода имеет электронную блокировку дифференциалов на передней и задней осях.
Джип имеет длинноходную подвеску «Chevy Performance». Все важные узлы и агрегаты защищены дополнительной защитой.
Внедорожник вмещает 9 человек и может транспортироваться внутри транспортного вертолёта и десантироваться с транспортных самолётах C-130 или C-17.
В марте 2021 года «GM Defense LLC» начинает всесторонние испытания «Infantry Squad Vehicles», которые будут проходить на полигоне Юма в штате Аризона и продлятся до конца апреля 2021 года.